# Rahway
Rahway is een plaats (city) in de Amerikaanse staat New Jersey, en valt bestuurlijk gezien onder Union County.

## Demografie
Bij de volkstelling in 2000 werd het aantal inwoners vastgesteld op 26.500.
In 2006 is het aantal inwoners door het United States Census Bureau geschat op 27.843, een stijging van 1343 (5.1%).

## Geografie
Volgens het United States Census Bureau beslaat de plaats een oppervlakte van
10,4 km², waarvan 10,3 km² land en 0,1 km² water.

## Geboren
- Juliette Atkinson (15 april 1873 - Lawrenceville, 12 januari 1944), tennisster

## Plaatsen in de nabije omgeving
De onderstaande figuur toont nabijgelegen plaatsen in een straal van 8 km rond Rahway.